# حسینیه ملتکیه
حسینیه ملتکیه (حسینیهٔ بزرگ چهار منار) مربوط به سدهٔ ۸ ه.ق است و در یزد، خیابان شهید رجائی، محله چهار منار واقع شده و این اثر در تاریخ ۷ مهر ۱۳۸۱ با شمارهٔ ثبت ۶۵۵۱ به‌عنوان یکی از آثار ملی ایران به ثبت رسیده است.